# Philbertia granicostata
Philbertia granicostata là một loài ốc biển, là động vật thân mềm chân bụng sống ở biển trong họ Turridae.

## Phân bố

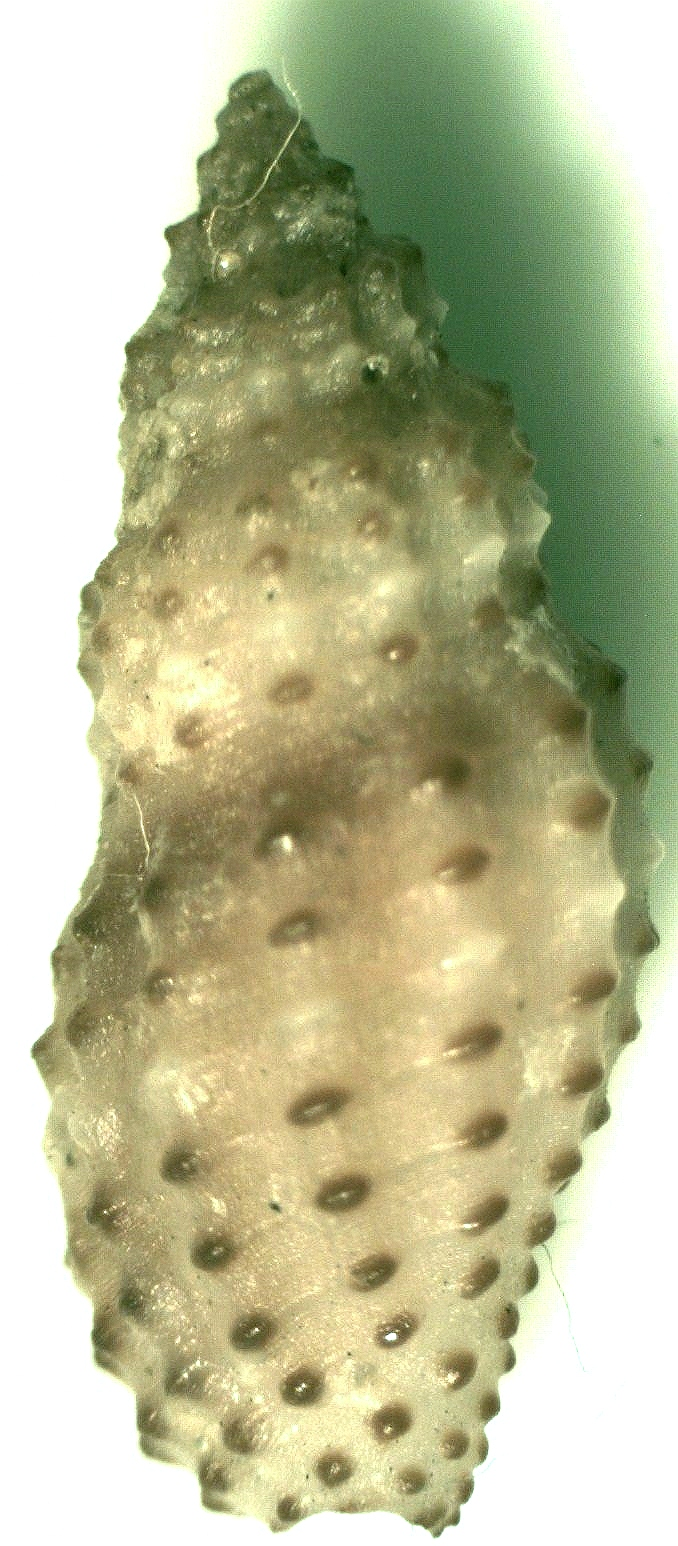
Philbertia granicostata, abapertural view